# فيليب ليمان
فيليب ليمان (بالإنجليزية: Philip Lehman)‏ هو مصرفي أمريكي، ولد في 9 نوفمبر 1861 في نيويورك في الولايات المتحدة، وتوفي بنفس المكان في 21 مارس 1947.